# Scopula consecutaria
Scopula consecutaria är en fjärilsart som beskrevs av Walker 1866. Scopula consecutaria ingår i släktet Scopula och familjen mätare. Inga underarter finns listade.